# Literal (álbum de Juan Luis Guerra)
Literal es el título del decimosexto álbum de estudio de Juan Luis Guerra. El sello disquero Universal Music Latin Entertainment lanzó el disco en la primavera de 2019.
El mismo fue producido por Juan Luis Guerra junto a Janina Rosado, productora y ganadora de varios Premios Grammy. Aunque usaron instrumentos diferentes a los usuales, entre ambos buscaron actualizar el sonido característico, de allí que incluyeran sintetizadores y mucha batería electrónica (drums), esto sin perder la esencia pura de la bachata que incluye maracas y lira.

## Título del disco
Este nuevo álbum es, en cierto modo, una recopilación de su propia esencia: “Literal”. “Mi hija (Paulina) siempre habla con esa palabra. Siempre me dice ‘Eso está literal, papi. Eso está literal’ y me pareció un buen título para un álbum”. “Y es que es así mismo, como está, literal. Sin agregarle ni añadirle nada, tal y como es. Parece una palabra muy moderna, muy actual y muy chévere, como dice ella”.

## Creación
“Hacer un disco es una gran empresa, lleva un gran trabajo, desde la composición, la grabación, las mezclas; es un empeño enorme”. Esta no fue la excepción, antes de iniciar las grabaciones, estuvieron investigando más de un año. Lo que se buscó fue mantener una propuesta de ritmos, trabajarlos y tener fe en ellos, darles vigencia y adaptarse a los tiempos.
Durante una entrevista expresó que se encuentra en una etapa donde busca “hacer un disco que guste a la juventud”. “Cómo yo calo en ellos de una forma sabia y sin perder la esencia de (la banda) 4.40. Eso es lo que tratamos de buscar mucho en este nuevo disco. Todo ha cambiado: sonidos diferentes, mezclas diferentes…”, destacó sobre este reto que asume a sus 61 años.
Fue grabado tanto en su estudio, ubicado en la República Dominicana como en el mítico Abbey Road Studios ubicado en Londres, Inglaterra, muy recocido pues fue donde The Beatles crearon muchas de sus exitosas melodías.
Este álbum incluye, entre sus 11 temas, una diversidad de ritmos. En su mayoría son bachata romántica ('Corazón enamorado', 'Me preguntas') y otras más divertidas ('Kitipun', 'Cantando bachata'), merengues ('Lámpara pa’ mis pies', 'I Love You More' y 'El primer baile') y hasta una salsa inspiracional ('Má pa’ lante vive gente').
No podía faltar la música cristiana ('Son de Mamá'), estilo son cubano, "ya que todas mis bachatas y merengues él me las provee", una clara referencia a Jesús, su Señor y Salvador.
Ciertamente, además de las melodías poéticas de amor y también un tema de corte social ('No tiene madre'), algo que lo ha caracterizado durante su carrera musical, la cual ya abarca 35 años, todas esas músicas bailables con letras profundas, dejan algo, les dicen algo a sus fanáticos y, además, conllevan un legado, en forma de herencia musical.
La última pieza, pero no la menos importante es 'Merengue de cuna', muy romántica y enternecedora pues está dedicada a su hijo Jean Gabriel. Es como si fuera un canción de cuna al estilo dominicano, con la que una madre o un padre le dice a su hijo cuánto lo ama. Aunque carece de tambora o güira, la guitarra acústica está tocada en forma de merengue - balada...
Ya en el disco 'Todo tiene su hora' le dedicó una bachata a Paulina (hija) 'Muchachita linda', así que ahora era el turno de Jean Gabriel. Como detalle curioso esta canción la compuso primero, se la tenía guardada.
"Definitivamente son ritmos cíclicos, diría yo: viene uno, va otro, algunos duran mucho, pero vienen y van. El merengue y la bachata se van a mantener', destacó el músico dominicano.
Uno de esos ritmos empezó a gustarle cuando su tío, Óscar Guerra, lo llevaba al colegio en la mañana. “Él ponía en el radio un programa de bachata que duraba más o menos media hora y, la aprendí a querer”.
Cada nota y cada frase de sus canciones hablan del amor, Guerra expresa que este sentimiento es “la fuerza que mueve el universo”. Como de costumbre, aquellas canciones de amor, dedicadas a su compañera de vida, su esposa Nora Vega, conllevan algo más íntimo. Las otras cuentan circunstancias específicas y aunque sea una desilusión brindan una esperanza, una solución.
Claro está, también hay respeto por los sonidos de su tierra natal, los cuales siempre son interpretados con mucho orgullo. En definitiva todas sus melodías llevan una historia unidas a la poesía que caracteriza a Guerra y diversos elementos musicales clásicos, como lo son el jazz y góspel.

## Recepción
Sorprendió al mundo y revolucionó las redes sociales con su primer sencillo “Kitipun”, una contagiosa bachata.

## Gira Promocional
Guerra y su grupo 4.40, integrado por Juan Rizek, Roger Zayas y Adalgiza Pantaleón, tienen prevista la gira internacional conciertos en vivo denominada ‘Literal Juan Luis Guerra 4.40 Tour Grandes Éxitos' la cual recorrerá los escenarios más emblemáticos de varias ciudades de España (en junio de 2019) y, desde septiembre de 2019 diversas estadounidenses, entre ellas Boston, Nueva York, Miami, Houston, Los Ángeles, Washington y Orlando.
| FECHA      | CIUDAD           | LUGAR                   |
| ---------- | ---------------- | ----------------------- |
| 9/26/2019  | Boston, MA       | Agganis Arena           |
| 9/28/2019  | Newark, NJ       | Prudential Center       |
| 10/5/2019  | Miami, FL        | American Airlines Arena |
| 10/18/2019 | Houston, TX      | Smart Financial Centre  |
| 10/20/2019 | Los Ángeles, CA  | Microsoft Theater       |
| 10/25/2019 | Washington D. C. | Eagle Bank Arena        |
| 10/27/2019 | Orlando, FL      | Amway Center            |

## Lista de canciones
| N.º | Título                     | Escritor(es)     | Duración |  |
| 1.  | «Kitipun»                  | Juan Luis Guerra | 3:35     |  |
| 2.  | «Lámpara Pa' Mis Pies»     | Juan Luis Guerra | 3:00     |  |
| 3.  | «Cantando Bachata»         | Juan Luis Guerra | 2:59     |  |
| 4.  | «Ma' Pa' Lante Vive Gente» | Juan Luis Guerra | 3:19     |  |
| 5.  | «I Love You More»          | Juan Luis Guerra | 3:16     |  |
| 6.  | «Corazón Enamorado»        | Juan Luis Guerra | 3:09     |  |
| 7.  | «Son A Mamá»               | Juan Luis Guerra | 3:04     |  |
| 8.  | «No Tiene Madre»           | Juan Luis Guerra | 3:23     |  |
| 9.  | «Me Preguntas»             | Juan Luis Guerra | 3:03     |  |
| 10. | «El Primer Baile»          | Juan Luis Guerra | 3:31     |  |
| 11. | «Merengue de Cuna»         |                  | 2:03     |  |

## Posicionamiento en listas

### Sencillo
| Kitipun                                                                                       |          |
| Lista                                                                                         | Posición |
| Billboard - Tropical Songs                                                                    | 4        |
| Monitor Latino: Top 20 General Rep. Dominicana ~ Tocadas Del 27 de mayo al 2 de junio de 2019 | 1        |